# Lokomotiva Pm3

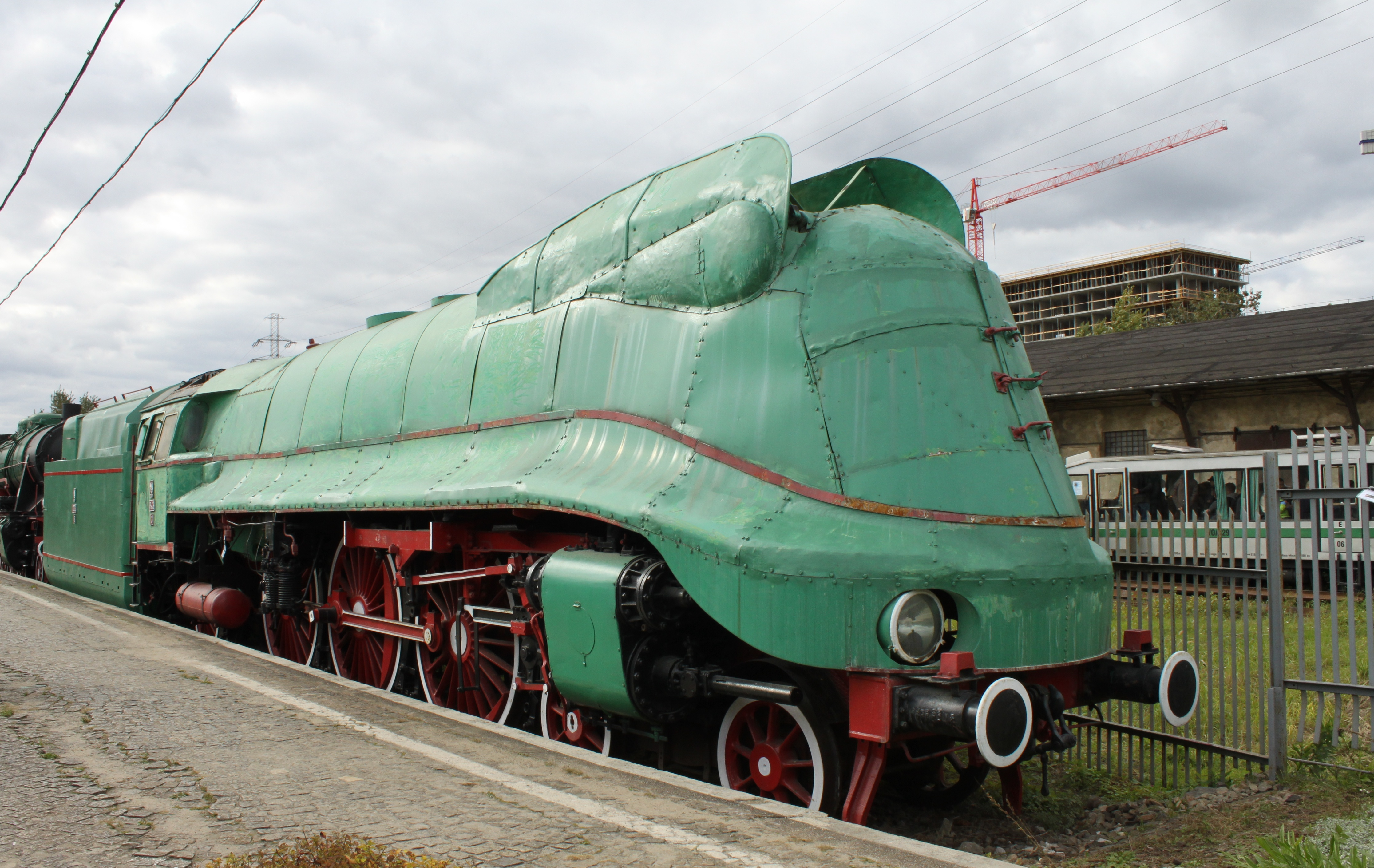
Lokomotiva Pm3-3

Pm3 je polská parní lokomotiva vyráběná v letech 1939 až 1941 v továrně Borsig v Berlíně. Lokomotivy tohoto typu byly používány především na osobní přepravu. Bylo vyrobeno asi 60 kusů.